# لوتشيانو فالينتي (لاعب كرة قدم)
لوتشيانو فالينتي (بالهولندية: Luciano Valente؛ بالإيطالية: Luciano Valente) هو لاعب كرة قدم هولندي وإيطالي، ولد في 4 أكتوبر 2003 في خرننغن في هولندا.

## وصلات خارجية
- لوتشيانو فالينتي (لاعب كرة قدم) على موقع قاعدة بيانات كرة القدم.إي يو (الإنجليزية)
- لوتشيانو فالينتي (لاعب كرة قدم) على موقع Soccerway.com (الإنجليزية)
- لوتشيانو فالينتي (لاعب كرة قدم) على موقع عالم كرة القدم.نت (الإنجليزية)